# Панамски канал
Панамският канал е изкуствено прокопан канал, който пресича Панамския провлак в най-ниската му част на територията на Панама, свързва Тихия океан с Атлантическия океан и разделя Северна от Южна Америка. Обявен е за едно от Седемте чудеса на модерния свят.
Това е един от най-големите и трудни строителни проекти, чието прокопаване оказва значително влияние върху корабоплаването между двата океана, като елиминира необходимостта от изминаване на дългия и опасен път през Магелановия проток или нос Хорн. Кораб, отправил се от Ню Йорк за Сан Франциско през канала, изминава 9500 km – по-малко от половината на курса от 22 500 km около нос Хорн. Панамският канал има дължина 81,6 km, дълбочина 12,5 m и широчина 150 m. Съоръжен е с три системи от шлюзове. За едно денонощие се прекосява от 48 кораба.
Строежът му е започнат отначало от френска компания, но известно време след нейния фалит с проекта се заемат САЩ и го завършват. Строежът на сегашното съоръжение трае от 1904 до 1914 г. Годишният му трафик расте от около 1000 кораба в началото на експлоатацията до 14 702 морски съда през 2008 г. От построяването си до 1999 г. каналът се контролира от САЩ, след това – съвместно от САЩ и Панама, а от 31 декември 1999 г. се управлява от специална панамска правителствена агенция (на испански: Autoridad del Canal de Panamá (ACP)).
Построяването на Панамския канал е огромна инвестиция и за онези времена само съоръженията струват на САЩ 390 милиона долара, което е еквивалентно на над 400 милиарда долара век по-късно. По време на строителството са загубили живота си общо 27 500 работници. През 1903 г. е сключен първият американско-панамски договор за безсрочно ползване на зоната на бъдещия канал от САЩ. Това позволява строителството да бъде продължено от САЩ и да бъде завършено през 1914 г.
Панамският канал е завършен на 15 август 1914 г., две години предсрочно (официалното му откриване е през 1920 г.). По съвпадение през същия месец в Европа започва Първата световна война. Поради намаления трафик на кораби от Европа след Първата световна война броят на преминалите през канала кораби през първите години е неголям. След 1924 г. обаче трафикът се увеличава и през канала преминават по 5000 кораба годишно. За периода 1914 – 2010 г. през канала са преминали 815 хил. морски съда.
Първият договор между САЩ и Панама става предмет на много спорове и на няколко пъти през 20. век са подписвани нови договори. През 1977 г. се подписва договор от американския президент Джими Картър и панамското правителство на генерал Торихос Ерера за поетапно възстановяване на суверенитета на Панама над канала и зоната до 31 декември 1999 г. и за постоянния неутралитет и експлоатация на канала съвместно от САЩ и Панама.
Максималният допустим размер на корабите, които могат за преминават през канала, се нарича Panamax. Един типичен Panamax кораб е с водоизместимост от 65 – 80 хиляди тона, но действителното му карго е ограничено до около 52 500 тона поради ограниченията в дълбочината на канала. Корабът с най-голяма дължина, преминавал канала, е San Juan Prospector, сега Marcona Prospector, който е рудовоз с размери 296 m дължина и 32 m ширина.
През 2007 г. започва проект по разширение на канала, в резултат на което след 2016 г. през него могат да преминават супертанкери с водоизместимост до 170 хиляди тона.

## История

### Ранни предложения
Най-ранното споменаване на канал, преминаващ през Панамския провлак, датира от 1534 година, когато Карл V, император на Свещената Римска империя и крал на Испания, издава нареждане за проучване на евентуално трасе през Панама, което да позволи преминаването на кораби между Испания и Перу и да даде на испанците тактическо преимущество в тяхното съперничество с Португалия.
Заради стратегическото разположение на Панамския провлак между двата океана, още преди построяването на канала са правени опити за улесняване на транспортните връзки през него. През 1698 г. Шотландия прави неуспешен опит да установи своя колония в Дариен и да изгради сухопътен търговски път през провлака, но начинанието се проваля поради неблагоприятните природни условия и е изоставено година по-късно. По време на своята експедиция през 1788 – 1793 г. Алесандро Маласпина демонстрира възможността за изграждане на такъв канал и предлага първите конкретни планове за неговото строителство.
Откриването на злато в Калифорния отново засилва интереса към транспортната връзка между Атлантическия и Тихия океан. Така през 1855 г. е открита Панамската железопътна линия, която значително улеснява търговските връзки и до голяма степен определя трасето на бъдещия канал. През същата година Уилям Кениш – британски инженер, работещ за правителството на Съединените щати – прави геодезически проучвания в района и изготвя доклад с предложение за трасе на канала. Докладът е издаден самостоятелно под заглавието „Осъществимост и значение на корабен канал, който да свърже Атлантическия и Тихия океан“ („The Practicality and Importance of a Ship Canal to Connect the Atlantic and Pacific Oceans“).

### Френски проект
Строителството на канала е започнато от Франция през 1879 г. Либералната френска преса тръби, че прокопаването на Панамския канал е от геостратегическо значение за Франция, понеже Германската империя има по това време солидни позиции във Венецуела и контролира придвижването на корабите през Атлантика, което налага да се търси френска държавна помощ за довършване на частното предприемаческо начинание. Създадено е акционерно дружество Compagnie nouvelle du canal de Panama от Фердинанд дьо Лесепс, под чието ръководство преди това успешно е прокопан Суецкият канал. Акции от компанията придобиват над 800 хил. души.
Французите започват работа прибързано, без да са проучили достатъчно геологията и хидрологията в района. Изкопните работи се извършвали под такъв наклон, че само след няколко години свлачищата, задействани от дъждовете, почти затрупвали изкопаното. Към 1888 г. за строителството на канала са изхарчени вече над 300 млн. долара (почти два пъти повече от предвиденото), а е изпълнена едва една трета от работата. Причина за това е неправилният проект (Фердинанд дьо Лесепс настоява прокопаването на канала да е на морското ниво) и невъзможността за справяне с болестите, покосяващи работниците – малария и жълта треска. Строежът придобива толкова лоша слава, че пристигащите от Франция работници си докарват ковчези. Положението не може да се прикрива повече и избухва Панамският скандал. Той е свързан с опити за подкупване на журналисти и незаконно получаване на подкрепа за проекта от политически фигури, с цел да се прикрие истината за напредъка на проекта. Компанията фалира през декември 1888 г., пристъпва се към нейната ликвидация, а редица френски либерални политици са обвинени в корупция. Финансовият и борсов крах вследствие на Панамския скандал съсипва инвестиционните вложения в проекта на 85 хиляди притежатели на дялове, акционери и облигационери, Панама става символ на позор и финансов крах. Франция обявява цена от 100 млн. долара за незавършения проект, но изминават 17 години, преди работата да продължи.

### Американски проект
По същото време в САЩ има също интерес от построяването на канал през провлака. През 1901 г. САЩ сключват договор с Великобритания, според който получават изключително право за строежа на канал. Първоначалната идея е за строителство на канал в Никарагуа, но под влиянието на президента на САЩ Теодор Рузвелт, който иска да гарантира превъзходство на американския военен флот, като му осигури бързо придвижване между двата океана, надделява планът за продължаване на френския проект. По онова време Панамският провлак е част от територията на Колумбия, но на територията на днешна Панама има силно движение за независимост. След като френско-американската сделка за покупко-продажбата на френската Compagnie nouvelle du canal de Panama става факт, парламентът на Колумбия под германско влияние гласува концесия на земите, необходими за по-нататъшното прокопаване на Панамския канал, която би оскъпила проекта с 10 млн. долара. Последвалите събития са свързани с обявяването на независимостта на Панама. Активна роля в тях играе Филип Бунау-Вария, главен инженер на френската строителна компания. Той информира Рузвелт за размириците, президентът сменя тактиката и решава да подкрепи движението за независимост. Когато на 2 ноември 1903 г. колумбийски войски се опитват да пристигнат с кораби в Панама и да потушат бунтовете, американски бойни кораби блокират пристанищата, а придвижване на армията по суша през джунглите е невъзможно. По този начин САЩ подкрепят искането на Панама за отделянето ѝ от Колумбия, което става факт на 3 ноември 1903 г., и като компенсация за това получават достъп до зоната за строителство на канала за вечни времена. На 6 ноември 1903 г. е подписан съответният договор, в който Бунау-Вария представлява Панама като посланик в САЩ.

### Строителство
През 1903 г. САЩ, след решение на Сената и Камарата на представителите, откупват проекта от Франция, като осигурят държавно финансиране за довършване на първоначално частното инвестиционно начинание. САЩ изкупуват френското оборудване и вече направени изкопни работи за около 40 милиона долара и започват работа на 4 май 1904 г. Президентът Теодор Рузвелт избира железопътния инженер Джон Стивънс. Той оглежда изоставените изкопни работи на французите, но под руините не може да се спаси почти нищо. Проектът, както е замислен на нивото на морето, среща големи затруднения поради трудния терен, с много свлачища и наводнения. Стивънс сменя концепцията и убеждава президента, че е необходимо изграждането на шлюзове. Той е железопътен инженер и въвежда съвсем нови методи. За взривяване се използва динамит, което значително увеличава производителността. Построена е железопътна линия, изпълняваща ролята на голяма транспортна лента, която извозва бързо скалните парчета, преди да се свлекат надолу. Хиляди работници се стичат в Панама, привлечени от високото заплащане. За тях са построени жилища, като се вземат колосални мерки срещу смъртоносните малария и жълта треска. Междувременно американският военен лекар Уолтър Рийд е постигнал голям успех в борбата с тези болести, след като свързва разпространението им с комарите. Американците изкопават за един ден повече, отколкото французите за цял месец. Работата по канала се индустриализира и проектът дори е завършен предсрочно. След Стивънс от 1907 г. главен инженер е Джордж Готалс (на английски: George Washington Goethals).
Въпреки подобрените условия на труд и взетите мерки за по-добра хигиена, по време на американския строеж (1904 – 1914) загиват около 5600 работници. Заедно с жертвите, дадени по време на френския проект, това води до общ брой загинали от около 27 500.

### След завършването
Панамският канал е завършен на 15 август 1914, две години предсрочно, и това е ознаменувано с преминаването на товарния кораб Ancon. По съвпадение през същия месец в Европа започва Първата световна война. Поради редуцирания трафик на кораби от Европа след Първата световна война, броят на преминалите през канала кораби през първите години не е голям. След 1924 г. обаче трафикът се увеличава и през канала преминават по 5000 кораба.
Споразумението от 1903 г. за ползване на зоната около канала за вечни времена не се приема от панамците и е предмет на много спорове между двете страни. Периодично се водят преговори за преразглеждане на условията – например през 1936 и 1955 г. са подписани нови договори, които уточняват условията за експлоатация на канала и на зоната около него. Недоволството на панамците обаче продължава – през 1964 г. студентските протести и размириците приключват с жертви. През 1977 г. се подписва договор от американския президент Джими Картър и панамското правителство на генерал Торихос Ерера за поетапно възстановяване на суверенитета на Панама над канала и зоната до 31 декември 1999 г. и за постоянния неутралитет и експлоатация на канала съвместно от САЩ и Панама.
От 31 декември 1999 г. Панамският канал се управлява от специална панамска правителствена агенция (на испански: Autoridad del Canal de Panamá (ACP)).

## Описание
Благодарение на S-образната форма на Панамския провлак, Панамският канал е ориентиран от югоизток (гледано от страната на Тихия океан при град Панама) към северозапад (Атлантическия океан, град Колон). Каналът се състои от две изкуствени езера, съединени с канали и реки с удълбочено русло, а също така и с три системи шлюзове, които изравняват нивото на водата. От страната на Атлантическия океан шлюзът Гатун съединява Лимонския залив с езерото Гатун. От страната на Тихия океан шлюзовете Мирафлорес и Педро Мигел съединяват Панамския залив с руслото на канала. Разликата между нивото на Световния океан и нивото на канала е 25,9 метра. Допълнително водоснабдяване се осигурява от още един водоем – езерото Алахуела.
Всички шлюзове на канала са двупосочни и осигуряват възможност да се движат едновременно кораби един срещу друг. На практика обаче те се използват за пропускане на кораби в една и съща посока. Размери на шлюзовите камери: ширина 33,53 m, дължина 304,8 m, минимална дълбочина 12,55 m. Във всяка камера се събират 101 000 m3 вода. Придвижването на много големи кораби става с помощта на специални малки електрически локомотиви, наричани мулета (в чест на мулетата, които по-рано служели за тяга по реките).
По протежението си каналът се пресича от три моста. По трасето на канала между градовете Панама и Колон минават автомобилен път и железопътна линия.

### План
Каналът се състои от изкуствени езера, няколко подобрени естествени или изкуствено прокопани канала и три шлюзови системи. Има и допълнителен изкуствен водоем, Алахуела (известен исторически и като Madden Lake), който снабдява канала с допълнително вода. Ако кораб преминава по канала от Тихия към Атлантическия океан, той ще премине по следния път:
- От входа на канала в Панамския залив (от страна на Тихия океан) корабът пътува 13,2 km до системата от шлюзове Мирафлорес, преминавайки под Моста на Америките (Bridge of the Americas).
- Шлюзовете Мирафлорес, дълги 1,7 km, издигат кораба на 16,5 метра.
- Следва водоемът Мирафлорес, дълъг 1,7 km и с надморска височина 16,5 метра.
- Едностепенен шлюз Педро Мигел, дълъг 1,4 km и повдигащ кораба на още 9,5 метра, го отвежда до основното ниво на канала.
- Следва Gaillard (Culebra) Cut, който прорязва 12,6 km през континенталния водораздел и е на 26 метра над морското ниво. На него е мостът Centennial Bridge.
- Река Чагрес (Río Chagres) е естествен воден път, подсилен с преграждането на езерото Гатун; дължина 8,5 km, влива се в езерото Гатун.
- Езерото Гатун се е образувало вследствие на построяването на язовирната стена Гатун. По него корабът изминава 24,2 km през провлака.
- Шлюзовете Гатун са тристепенни, дълги 1.9 km и свалят кораба обратно на морското равнище.
- До Атлантика има още един канал, дълъг 3,2 km.
- Заливът Лимон (Bahía Limón) е голямо естествено пристанище, в което корабите чакат реда си за преминаване, и по него корабът изминава 8,7 km до открити води.

Общата дължина на канала е 77,1 km.
| Участък от канала                        | координати (препратки към карти и снимки)           | Забележка |
| ---------------------------------------- | --------------------------------------------------- | --------- |
| Вход откъм Атлантическия океан           | 9° с. ш. 79° з. д. / 9.38743° с. ш. 79.91863° з. д. |           |
| Шлюзове Гатун (Gatún Locks)              | 9° с. ш. 79° з. д. / 9.27215° с. ш. 79.92266° з. д. |           |
| Trinidad Turn                            | 9° с. ш. 79° з. д. / 9.20996° с. ш. 79.92408° з. д. |           |
| Bohío Turn                               | 9° с. ш. 79° з. д. / 9.17831° с. ш. 79.86667° з. д. |           |
| Orchid Turn                              | 9° с. ш. 79° з. д. / 9.18406° с. ш. 79.84513° з. д. |           |
| Frijoles Turn                            | 9° с. ш. 79° з. д. / 9.15904° с. ш. 79.81362° з. д. |           |
| Barbacoa Turn                            | 9° с. ш. 79° з. д. / 9.12053° с. ш. 79.80395° з. д. |           |
| Mamei Turn                               | 9° с. ш. 79° з. д. / 9.11161° с. ш. 79.76856° з. д. |           |
| Gamboa Reach                             | 9° с. ш. 79° з. д. / 9.11774° с. ш. 79.72257° з. д. |           |
| Bas Obispo Reach                         | 9° с. ш. 79° з. д. / 9.09621° с. ш. 79.68446° з. д. |           |
| Las Cascadas Reach                       | 9° с. ш. 79° з. д. / 9.07675° с. ш. 79.67492° з. д. |           |
| Empire Reach                             | 9° с. ш. 79° з. д. / 9.06104° с. ш. 79.66309° з. д. |           |
| Culebra Reach                            | 9° с. ш. 79° з. д. / 9.04745° с. ш. 79.65017° з. д. |           |
| Cucaracha Reach                          | 9° с. ш. 79° з. д. / 9.03371° с. ш. 79.63736° з. д. |           |
| Paraiso Reach                            | 9° с. ш. 79° з. д. / 9.02573° с. ш. 79.62492° з. д. |           |
| Шлюзове Педро Мигел (Pedro Miguel Locks) | 9° с. ш. 79° з. д. / 9.01698° с. ш. 79.61281° з. д. |           |
| Езеро Мирафлорес                         | 9° с. ш. 79° з. д. / 9.00741° с. ш. 79.60254° з. д. |           |
| Шлюзове Мирафлорес                       | 8° с. ш. 79° з. д. / 8.99679° с. ш. 79.59182° з. д. |           |
| Balboa Reach                             | 8° с. ш. 79° з. д. / 8.97281° с. ш. 79.57771° з. д. |           |
| Вход откъм Тихия океан                   | 8° с. ш. 79° з. д. / 8.88846° с. ш. 79.52145° з. д. |           |

### Шлюзове
Размерът на шлюзовете предопределя максималния размер на корабите, които могат да преминават. Поради важността на канала се строят дори специален тип кораби, наречени Panamax. Това са кораби, най-вече контейнеровози, но също така и танкери и други съдове, които имат максимално възможните габарити, позволяващи им да преминат през шлюзовете на Панамския канал: 1000 фута (305 m) дължина, 110 фута (33,5 m) ширина и 85 фута (26 m) дълбочина.
Първоначалният проект на шлюза Гатун е бил с широчина 28,5 метра. През 1908 г. от флотата на САЩ отправят искане широчината да се увеличи поне до 36 м, което би позволило преминаването на американските бойни кораби. В крайна сметка е постигнат компромис и ширината е увеличена до 33,53 m. Дължината на шлюза е 320 м, а стените му са дебели от 3 (на върха) до 15 m (в основата). Стоманените порти на шлюза са дебели около 2 m и имат ширина 19,5 m и височина 20 м. Именно размерът на шлюзовете, особено на Педро Мигел, заедно с височината на Моста на Америките при Балбоа определят ограниченията за размерите на корабите.
През 2006 г. се провежда референдум, на който панамците одобряват проект за разширение на канала, който цели да се разширят и удълбочат шлюзовете, за да преминават по-големи кораби. С това ще стане възможно преминаването на кораби с по-големи габарити и трафикът ще се увеличи. Новият размер (New Panamax) ще бъде с по-голяма дължина (25%), ширина (51%) и дълбочина (26%). В резултат на това след 2016 г. през канала могат да преминават супертанкери с водоизместимост до 170 хил. тона.

### Езерата Гатун и Алахуела
Река Чагрес играе важна роля за осигуряването на водата, необходима за работата на шлюзовете. Реката се оттича на северозапад в Карибско море. Нейната централна част е преградена с язовирната стена Гатун (1913 г.) и там се образува езерото Гатун, част от водния път на канала. По времето на създаването си езерото Гатун е било най-голямото изкуствено създадено езеро в света. Непроходимата джунгла около него била най-добрата защита на канала. Днес районът остава незасегнат от човешка намеса и е един от малкото достъпни райони в Централна Америка, където животинските и растителните видове могат да бъдат наблюдавани в естествени условия. Със създаването на езерото много планински хълмове се превръщат в острови. На най-големия от тях Barro Colorado Island се намира институт по тропически изследвания, част от Смитсоновия институт.
Площта на езерото е 425 km² при нормалното му ниво от 26 m над морското равнище; в него се съхраняват 5,2 кубически километра вода (горе-долу колкото е годишният отток на река Чагрес).
Нагоре по течението се намира язовирната стена Мадън, (9°12′ с. ш. 79°36′ з. д. / 9.21115° с. ш. 79.61635° з. д.) построена през 1935 г., при която се образува езерото Алахуела. Това езеро се намира на 250 фута над морското равнище и е основен източник на вода за канала (до една трета от годишните нужди), но не е част от водния му път. Язовирната стена предпазва навигационния път по езерото Гатун от наводненията по реката, използва се за производство на електричество и снабдява град Панама с прясна вода.

## Такси
Таксите за преминаване се определят от ACP и зависят от вида и размера на кораба и от пренасяния товар.
За контейнеровози таксата се изчислява, като вместимостта на кораба се преизчислява в еквивалента на двайсетфутови контейнери (на английски: twenty-foot equivalent unit) или TEU. Към 1 май 2009 г. таксата е US$72 за TEU. Един Panamax контейнеровоз може да натовари до 4400 TEU. Ако корабът не носи товар, се начислява такса за баласт, която към същата дата е US$57,60 за TEU. Пътническите кораби над 30 000 тона се таксуват според броя на пасажерите, а по-малките – като товарните.

## Съвременно развитие
През 2006 г. в Панама се провежда референдум относно разширението на Панамския канал, а резултатът показва, че 79% от населението поддържа идеята. За приемането на този план спомагат китайските бизнес структури, управляващи канала. Проектът предвижда до 2016 г. каналът да се модернизира и да може да пропуска нефтени танкери с водоизместимост над 130 хил. тона, което съществено ще скъси времето за доставка на венецуелски нефт до Китай. Същевременно Венецуела обещава да увеличи доставките на нефт за Китай до 1 млн. барела за денонощие.
В хода на реконструкцията се планира да се увеличи дълбочината на канала и да се построят нови, по-широки шлюзове. В резултат към 2016 г. през Панамския канал вече могат да преминават супертанкери с водоизместимост до 170 хил. тона. Максималната пропускателна способност на канала нараства до 18,8 хил. съда годишно, а товарооборотът – до 600 млн. PCUMS единици. Реконструкцията възлиза на $5,25 млрд. Очаква се, че благодарение на това преустройство, през 2017 г. бюджетът на Панама ежегодно ще получава доходи от канала в размер на $2,5 млрд., а към 2025 г. доходите ще нараснат до $4,3 млрд.
Началото на работите по строителството на третата група шлюзове започва през август 2009 г. Администрацията на Панамския канал възлага тази работа на консорциума GUPC (Grupo Unidos por el Canal), който печели търга за строителството, като предлага да извърши необходимите дейности за $3,12 млрд. и да завърши строителството към средата на 2014 г. Основен член на този консорциум е испанската фирма Sacyr Vallehermoso.
През септември 2014 г. обаче завършването на проекта е отложено за първата половина на 2016 г. Проектът е завършен успешно и на 26 юни 2016 г. по обновения и разширен канал преминава първият кораб, китайският контейнеровоз Cosco Shipping Panama.

## Алтернативен канал
Като алтернативно трасе за междуокеански канал са разглежда територията на Никарагуа. Първите предварителни планове за Никарагуански канал се появяват още през 17. век. През юни 2013 г. националното събрание на Никарагуа одобрява проект за строителство на новия канал, който трябва да стане конкурент на Панамския канал; стойността на проекта е $40 млрд. През 2014 г. проектът е утвърден. До май 2017 г. не са предприети конкретни действия за изграждането на канала и са изразени допълнителни съмнения относно финансирането му. През февруари 2018 г. анализаторите масово смятат проекта за несъществуващ, въпреки че ръководителят на проекта настоява, че работата продължава и HKND, която затваря офисите си през април 2018 г. запазва законните права върху концесията за канала и страничните проекти.
През май 2024 г. Конгресът на Никарагуа отменя концесията на HKND.